# José Linhares

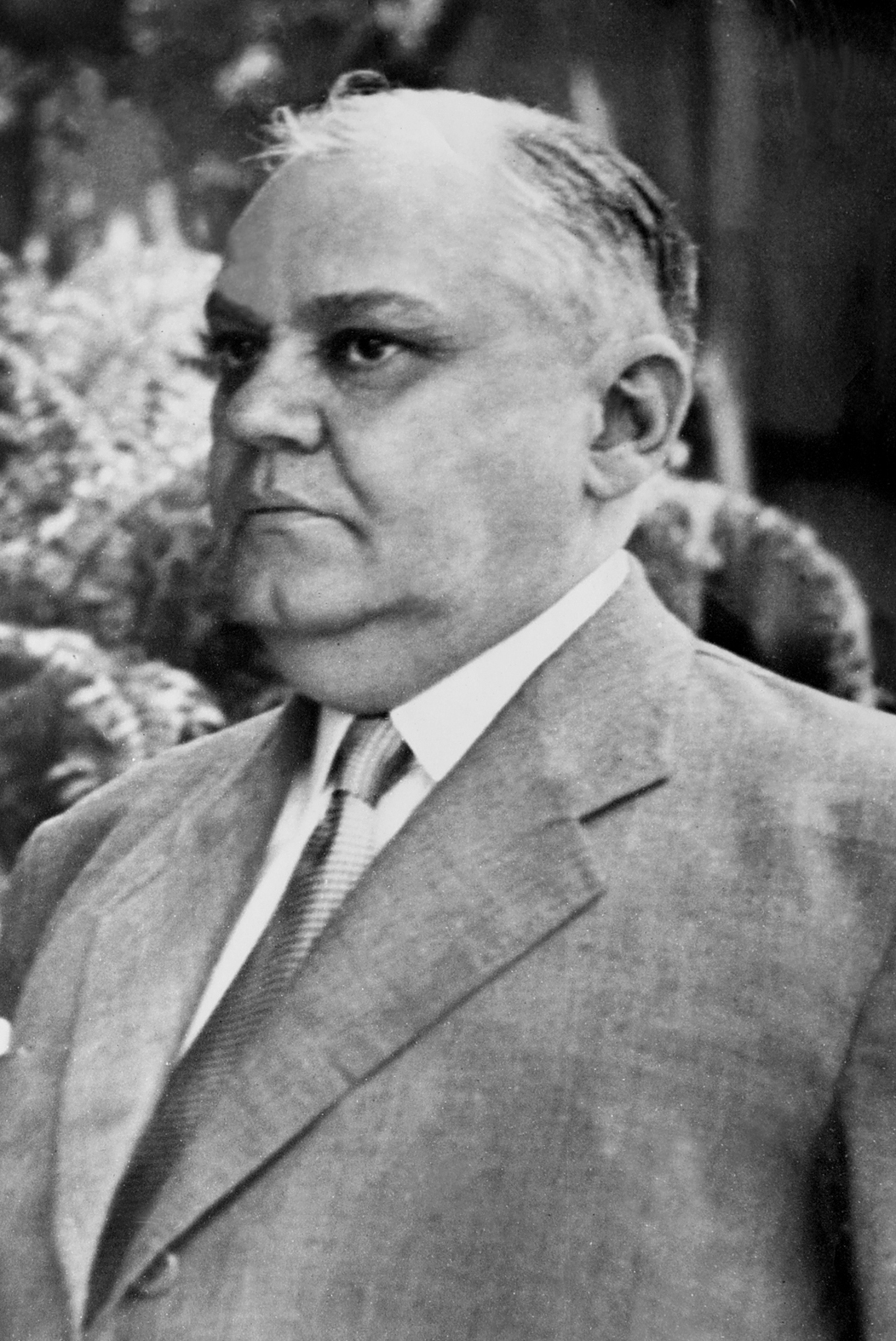
José Linhares

José Linhares, Aussprache [ʒuˈzɛ ʎĩˈȷ̃aɾis], (* 28. Januar 1886 in Guaramiranga; † 26. November 1957 in Caxambu) war von 29. Oktober 1945 bis zum 31. Januar 1946 Präsident Brasiliens zwischen dem vom Militär erzwungenen Rücktritt des De-facto-Diktators Getúlio Dornelles Vargas und der Vereidigung von Eurico Gaspar Dutra. Während seiner Übergangsregierung wurden Schritte unternommen, um wieder ein demokratisches System einzuführen.